# John Zerzan
John Zerzan (Salem, 1943) is een Amerikaanse anarchist, filosoof van het anarchoprimitivisme en schrijver. Zijn werk bekritiseert de landbouw-beschaving als intrinsiek onderdrukkend en pleit ervoor een voorbeeld te nemen aan de manier van leven van de prehistorische mens dat als inspiratiebron zou kunnen dienen voor hoe een vrije gemeenschap er uit zou kunnen zien. In een aantal van zijn kritische artikelen gaat hij zo ver dat hij vraagtekens zet bij gezinsleven, taal, symbolisch denken (zoals wiskunde en kunst) en het begrip tijd. Zijn vijf belangrijkste boeken zijn Elements of Refusal (1988), Future Primitive and Other Essays (1994), Running on Emptiness (2002), Against Civilization: Readings and Reflections (2005) en Twilight of the Machines (2008), waarvan geen enkel in het Nederlands is vertaald.

## Jeugd en opleiding
Zerzan werd geboren in Salem, Oregon als zoon van immigranten van Boheemse afkomst. Hij studeerde aan de Stanford Universiteit en haalde later zijn doctoraal geschiedenis aan de San Francisco State University. Hij voltooide zijn voorbereidende werk voor zijn promotie aan de University of Southern California, maar stopte voordat hij zijn proefschrift af had.

## Zerzans werk
Zerzans theorieën tonen overeenkomsten met Theodor Adorno's opvatting over een negatieve dialectiek om een theorie te construeren over de beschaving, als een stapsgewijs toenemend geheel van vervreemding. Volgens Zerzan leiden de oorspronkelijke menselijke gemeenschappen in het stenen tijdperk, en vergelijkbare huidige gemeenschappen zoals de !Kung, Bosjesmannen en Mbuti, een niet-vervreemde en niet-onderdrukkende manier van leven, gebaseerd op een primitieve overvloed en het dicht bij de natuur staan. Om dergelijke gemeenschappen als een soort politiek ideaal, of ten minste als een leerzame vergelijking te kunnen zien, waarmee de huidige (met name de industriële) maatschappijen aan de kaak gesteld kunnen worden, maakt Zerzan gebruik van antropologische onderzoeksresultaten over dergelijke gemeenschappen, als basis voor een omvangrijke kritiek op de facetten van de tegenwoordige manier van leven. Hij schildert de huidige maatschappij af als een wereld vol ellende, gebaseerd op het psychologisch tot stand brengen van een gevoel van schaarste en gebrek. De geschiedenis van de beschaving is de geschiedenis van verloochening; het tegenovergestelde is niet vooruitgang maar juist de Utopie die het resultaat is van het ontkennen van die vooruitgang.(het deel na de puntkomma behoeft verduidelijking).
Zerzan is een anarchist en wordt uitgebreid geassocieerd met het gedachtegoed van het anarcho-primitivisme, groene anarchie, anti-beschaving, post-linkse anarchie, neo-luddisme het concrete vorm geven aan een abstract concept, en in het bijzonder het verzet tegen de technologie. Hij verwerpt niet alleen de staat, maar alle vormen van hiërarchische en autoritaire verhoudingen. “Anarchie betekent eenvoudigweg ‘zonder heerser.’ Dit houdt niet alleen een verwerpen van de regering in, maar eveneens van alle andere vormen van overheersing en macht.”
Zerzans werk leunt duidelijk op een uitgesproken dualisme tussen ‘primitief’— gezien als niet vervreemd, niet hiërarchisch, ludiek en als maatschappelijke gelijkheid — en ‘beschaafd’ — gezien als vervreemd, aangepast, hiërarchisch georganiseerd en als maatschappelijk discriminerend. Hij stelt dus dat "vóór de domesticatie/landbouw, het leven in feite één grote vakantie was, met een nauw contact met de natuur, wijsheid, gelijkheid van geslachten en een goede gezondheid.”
Zerzans uitspraken over de toestand binnen primitieve gemeenschappen, zijn gebaseerd op het bestuderen van de boeken van antropologen als Marshall Sahlins en Richard B. Lee. Doorslaggevend daarbij is dat de categorie primitieven wordt beperkt tot zuivere jager/verzamelaar-gemeenschappen, zonder gedomesticeerde planten of dieren. Als voorbeeld van wat daar niet toe behoort, vermeldt hij dat de hiërarchie onder de oorspronkelijke Amerikanen van de Noordwestkust, waarvan de voornaamste activiteiten vissen en verzamelen was, wordt toegeschreven aan het feit dat ze honden hadden getemd en tabak verbouwden.
Zerzan roept op tot een “Toekomstig Primitivisme,” een radicale omvorming van de maatschappij, gebaseerd op de verwerping van vervreemding en het opnieuw aanvaarden van het pure, niet-beschaafde. "Het zou kunnen dat onze enige hoop ligt in het herstellen van een rechtstreeks gemeenschapsleven, een radicale decentralisatie en een ontmanteling van de huidige verslindende, vervreemdende, producerende, high-tech gang van zaken, die zo vreselijk verarmend is." Doorgaans vergelijkt hij antropologische gegevens met elkaar om iets aan te tonen en de noodzaak of vanzelfsprekendheid van facetten van huidige westerse maatschappijen ter discussie te stellen, wat hij doet met behulp van voorbeelden uit jagers-verzamelaars gemeenschappen, die daar tegenovergesteld aan zijn. "Een steeds toenemende hoeveelheid informatie over de menselijke prehistorie, als een heel lange periode van een grotendeels niet vervreemd leven, staat in een scherp contrast met de toenemende grimmige ontwrichting van onhoudbare moderniteit.” Het is er echter onduidelijk over of dat een opnieuw vestigen van de letterlijke vormen van jagers-verzamelaars gemeenschappen inhoudt of een globalere manier van leren van hun manier van leven om niet-vervreemde relaties te vormen.
Zerzans politieke plan roept op tot vernietiging van de technologie. Hij maakt hetzelfde onderscheid als Ivan Illich, tussen gereedschappen die beheerst worden door de gebruiker en technologische systemen, die de gebruiker in hun macht krijgen. Een verschil met Illich is de arbeidsverdeling, waar Zerzan zich ook tegen verzet. In de filosofie van Zerzan is de technologie in het bezit van een elite, die daardoor automatisch macht over andere gebruikers heeft. Deze macht is een van de oorzaken van vervreemding, samen met domesticatie en symbolisch denken.
Zerzans kenmerkende methode is dat hij een bepaald concept van de beschaving neemt (een technologie, geloof, praktijk of instelling) en vervolgens een verslag schrijft van de historische bronnen en wat hij de vernietigende en vervreemdende effecten daarvan noemt en de tegenstellingen met de jager-verzamelaar-ervaringen. In zijn essay over getallen, begint Zerzan met het tegenover elkaar stellen van de nadruk die de “beschaafde” wereld legt op tellen en meten en nadruk die de “primieven” leggen op het met elkaar delen. Hij citeert daarbij eerst als onderbouwing het boek van Dorothy Lee over de Trobrianders, en vervolgens vertelt hij een verhaal over de opkomst van het getal door een stapsgewijze toename van overheersing door de staat, waarbij hij begint met de wens van de Egyptische koningen om te meten wat zij regeerden. Deze benadering wordt herhaald met betrekking tot tijd, ongelijkheid tussen geslachten, werk, technologie, kunst en ritueel, landbouw en globalisatie. Zerzan schrijft verder meer algemene artikelen over anarchistische primitivististische theorieën, kritieken over "postmodernisme", en over zijn tegenstanders zoals Hakim Bey.

## Politieke ontwikkeling
In 1966 werd Zerzan gearresteerd terwijl hij meedeed aan een actie van burgerlijke ongehoorzaamheid tijdens een anti-Vietnamoorlog-mars in Berkeley en bracht twee weken door in de Contra Costa County gevangenis. Na zijn vrijlating zwoer hij dat hij zich nooit meer vrijwillig zou laten oppakken. Hij nam deel aan manifestaties georganiseerd door Ken Kesey en de Merry Pranksters en was betrokken bij de psychedelische drug en muziek-scène in de wijk Haight-Ashbury in San Francisco.
Eind zestiger jaren werkte hij als maatschappelijk werker voor de afdeling welzijn van San Francisco. Hij was betrokken bij de oprichting van de bond voor maatschappelijk werkers, the SSEU, werd in 1968 gekozen tot vicevoorzitter en in 1969 tot voorzitter van die bond. De plaatselijke Situationisten-groep maakte hem uit voor een "linkse bureaucraat. Hij werd geleidelijk steeds radicaler, naarmate hij meer te maken had met zijn eigen en andere bonden. Hij werd ook gretig gelezen door de Situationisten en was in het bijzonder beïnvloed door Guy Debord.
In 1974 publiceerde de Black and Red Press Unions Against Revolution van de Spaanse ultra-linkse theoreticus Grandizo Munis, dat een essay van Zerzan bevatte, wat eerder was verschenen in het tijdschrift Telos. De daaropvolgende twintig jaar raakte Zerzan nauw betrokken bij de Fifth Estate, Anarchy: A Journal of Desire Armed, Demolition Derby en andere anarchistische periodieken. Nadat hij de boeken had gelezen van Fredy Perlman, David Watson en anderen, kwam hij langzamerhand tot de conclusie dat het juist de beschaving zelf was, die aan de basis lag van de wereldproblemen en dat een vorm van jager-verzamelaar-gemeenschap het model bood voor de grootst mogelijke gelijkheid van relaties van de mens met zichzelf en met de natuurlijke omgeving.

## Zerzan en de “Unabomber”
In het midden van de negentiger jaren werd Zerzan een vertrouwenspersoon van Theodore Kaczynski, de "Unabomber", nadat hij Industrial Society and Its Future had gelezen, het zogenaamde Unabomber Manifest. Zerzan was aanwezig bij het hele proces en had tijdens het verloop regelmatig contact met Kaczynski. Pas nadat hij bekend was geworden als een vriend van de Unabomber, kregen de media belangstelling voor Zerzan en zijn ideeën.
In Zerzans essay "Wiens Unabomber?" (1995), gaf hij blijk van zijn steun aan de leer van Kaczynski, maar bekritiseerde hij zijn bomaanslagen:
...het rondsturen van explosieven bedoeld voor handlangers die de huidige catastrofe bewerkstelligen is te willekeurig. Kinderen, postboden en anderen kunnen daar gemakkelijk het slachtoffer van worden. Zelfs als iemand de rechtmatigheid erkent van het aanvallen van de high-tech horrorshow door het terroriseren van de onmisbare architecten ervan, valt bijkomende schade niet goed te praten…
In hetzelfde essay bood Zerzan echter een voorwaardelijke verdediging van de acties van de Unabomber:
Bij het beoordelen van het verschijnsel Unabomber, moet het begrip rechtvaardigheid niet uit het oog worden verloren. Laten we het even niet hebben over zijn doelwitten, maar wanneer worden al die kleine Eichmannetjes die bezig zijn met het bewerkstelligen van de Brave New World eigenlijk eens ter verantwoording geroepen?… Is het soms onethisch om een halt proberen toe te roepen aan al die mensen, die bijdragen aan een ongekende aanval op het leven?
Twee jaar later in het essay “Hij meent het – En jij?” in 1997, schreef Zerzan:
Begin met de Unabomber en er wordt een nieuwe lijn getrokken. Dit keer zouden de Boheemse schiz-fluxers, Groene yuppen, hobbyisten, anarcho-journalisten, laatdunkende organisatoren van de armen, hippe nihilo-aestheten en al die andere “anarchisten,” die zelf hun pretentieuze tijdverdrijf hebben bedacht, wel eens ongehinderd oneindig door kunnen gaan – nou, het wordt tijd om kiezen aan welke kant je staat. Het zou kunnen dat hier ook een Rubicon is, vanwaar geen terugkeer mogelijk is.
In een interview met de The Guardian, in 2001 zei hij:
Of er nog meer Kaczynski’s komen? Ik hoop het niet. Ik denk dat zijn daden voortkwamen uit zijn isolement en wanhoop, en ik hoop niet dat dat iets wordt waartoe mensen zich gedwongen voelen, omdat zij geen andere manier hebben om uitdrukking te geven aan hun verzet tegen de Brave New World.

## Zerzan en het Pacific Northwest anarcho-primitivisme
Op 7 mei 1995 stond een paginagroot interview met Zerzan in de The New York Times. Een andere belangrijke gebeurtenis die van Zerzan op slag een beroemdheid met een filosofische status maakte, was dat hij zich schaarde achter de leden van de anarchistische kringen in Eugene, Oregon, die later de drijvende kracht waren achter het gebruik van de tactiek van zwartgeklede groepen bij de anti-WHO protesten in 1999 in Seattle, Washington. Anarchisten die van die black-bloc-tactiek gebruik maakten werden geacht hoofdzakelijk verantwoordelijk te zijn voor het vernielen van eigendommen begaan aan vele winkelpuien en bankgebouwen.
Na de rellen laaide in de berichtgeving van de media een storm van discussie op en een van de mensen waar zij zich op richtten was Zerzan, waarvan zij een verklaring wilden horen van de acties waar sommigen zich tijdens de demonstraties schuldig aan hadden gemaakt. Nadat hij algemeen bekend was geworden, begon Zerzan met spreekbeurten en het geven van interviews over de hele wereld, om het anarcho-primitivisme te verhelderen en meer in het algemeen de Global Justice Movement. Sinds kort is Zerzan betrokken bij de Post-linkse anarchistische trend, die betoogt dat anarchisten zouden moeten breken met politiek links.
Zerzan is op dit moment een van de redacteuren van Green Anarchy, een tijdschrift over het anarcho-primitivistische en rebels anarchistisch denken. Hij is ook de gastheer van Radio Anarchy in Eugene, bij het radiostation KWVA van de Universiteit van Oregon dat vanaf 11 maart 2008 elke dinsdagavond van 9 tot 10 in de lucht is. Hij heeft zich ook beziggehouden met het leveren van bijdragen aan het Anarchy Magazine en artikelen van hem zijn gepubliceerd in tijdschriften als AdBusters. Hij maakt uitgebreide lezingentournees over de hele wereld en is gehuwd met een onafhankelijke adviseur van musea en andere non-profitorganisaties.

## Kritiek
In zijn essay "Sociaal Anarchisme of Anarchisme als een manier van leven: Een onoverbrugbare kloof,” richtte Murray Bookchin zijn kritiek vanuit een anarchistisch standpunt op Zerzans anti-beschavings- en anti-technologisch toekomstperspectief. Bob Blacks Anarchie na het Linksisme is binnen primitivitische kringen een bekend boek, dat is geschreven als een weerlegging van Bookchin. Een andere opmerkelijk anarchistisch boek gericht tegen het toekomstperspectief van Bookchin is David Watsons Voorbij Bookchin.

## Keuze uit zijn werk
- Telos 21, Organized Labor versus “The Revolt Against Work”: The Critical Contest. New York: Telos Press Ltd., Fall 1974. (Telos Press).
- Telos 124, Why Primitivism?. New York: Telos Press Ltd., Summer 2002. (Telos Press).
- Telos 137, Breaking the Spell: A Civilization Critique Perspective. New York: Telos Press Ltd., Winter 2008. (Telos Press).
- Telos 141, Second-Best Life: Real Virtuality. New York: Telos Press Ltd., Winter 2007. (Telos Press).
- Telos 27, Unionization in America. New York: Telos Press Ltd., Spring 1976. (Telos Press).
- Telos 28, Unionism and the Labor Front. New York: Telos Press Ltd., Summer 1978. (Telos Press).
- Telos 49, Origins and Meaning of World War I. New York: Telos Press Ltd., Fall 1981. (Telos Press).
- Telos 50, Anti-Work and the Struggle for Control. New York: Telos Press Ltd., Winter 1981-1982. (Telos Press).
- Telos 60, Taylorism and Unionism: The Origins of a Partnership. New York: Telos Press Ltd., Summer 1984. (Telos Press).